# Мореплавание Солнышкина
«Мореплавание Солнышкина» — советский мультфильм режиссёра Анатолия Петрова, по известной детской книге Виталия Коржикова «Весёлое мореплавание Солнышкина», выпущенный в 1980 году.

## Сюжет
Мальчик по имени Алексей Солнышкин мечтает стать моряком, но в морское училище его не берут, поскольку «мал». Но парнишку замечает старый моряк по прозвищу Робинзон и предлагает отправиться с ним в настоящее плавание. Солнышкин соглашается.
Внезапно начинается шторм. Робинзон укрывает Солнышкина в своём доме, стоящем на одинокой скале, окружённой пропастью. Зайдя внутрь, друзья ждут конца бури. Поскольку дом Робинзона стоял на огромном колесе, сильному ветру ничего не стоило покатить его в сторону. Не растерявшись, Алексей хватается за штурвал, который отвечал за вращение колеса, и выравнивает дом. Шторм прекращается. Вскоре мальчик засыпает и видит сон.
Он — юнга. Плывя на корабле, Солнышкин попутно выполняет приказы, попадая при этом в забавные ситуации, вызванные самодурством недалёкого капитана по прозвищу Плавали-Знаем и шалопайством нерадивых матросов Васи и Стёпы. Мимо корабля проплывает кит, которого на судне прозвали Землячком, и матросы дружно угощают его компотом.
Начинается шторм. Возле штурвала никого не оказывается, а на пути корабля встают высокие скалы с узким ущельем. Тогда Солнышкин под руководством капитана пытается сам вести судно. Проплыв по ущелью, корабль минует скалы. Тем самым юнга спасает весь экипаж.
Солнышкин просыпается. Вместе с Робинзоном он отправляется в настоящее плавание.

## Съёмочная группа
| Автор сценария                  | Виталий Коржиков |
| Режиссёр и Художник-постановщик | Анатолий Петров |
| Композитор                      | Шандор Каллош |
| Оператор                        | Михаил Друян |
| Звукооператор                   | Владимир Кутузов |
| Ассистенты:                     | - Режиссёра: Людмила Морозова - Оператора: Е. Кунакова |
| Монтажёр                        | Наталия Степанцева |
| Художники:                      | Ирина Кулакова, Л. Лобанова, Елена Боголюбова, Ольга Боголюбова, Сергей Маракасов, Александр Маркелов, Инна Заруба, Эраст Меладзе |
| Художники-мультипликаторы:      | Галина Зеброва, Владимир Зарубин, Олег Комаров, Александр Елизаров, Алексей Букин |
| Роли озвучивали:                | - Мария Виноградова — Алексей Солнышкин - Пётр Вишняков — старый моряк - Анатолий Папанов — «Плавали-Знаем», капитан - Георгий Бурков — Вася - Михаил Кононов — Стёпа - Всеволод Ларионов — вахтёр в морском училище / служащий порта / попугай |
| Редактор                        | Пётр Фролов |
| Директор картины                | Любовь Бутырина |